# تپه تک امام
تپه تک امام مربوط به سده‌های اولیه دوران‌های تاریخی پس از اسلام است و در شهرستان خدابنده، بخش مرکزی، روستای منطش واقع شده و این اثر در تاریخ ۱۴ مرداد ۱۳۸۲ با شمارهٔ ثبت ۹۴۳۹ به‌عنوان یکی از آثار ملی ایران به ثبت رسیده است.